# 유흥 (중산효왕)
중산효왕 유흥(中山孝王 劉興, ? ~ 기원전 8년)은 중국 전한의 황족·제후왕으로, 광천나라의 후신인 신도나라의 첫 왕과 중산왕을 지냈다. 원제와 풍소의의 아들이다.

## 생애
건소 2년(기원전 37년)에 신도왕으로 봉해졌고, 신도왕으로 14년 있다 양삭 2년(기원전 23년)에 중산왕으로 옮겼다.
형 성제는 적자는 없고 서자도 모두 일찍 죽어 아들 외에서 태자를 정하고자 승상 적방진·어사대부 공광·우장군 염포·후장군 주박을 불러서 의논했다. 이 중 공광은 상서에 나오는 상나라의 형제상속제에 의거해 중산효왕을 태자로 추천했다. 그러나 나머지 셋은 모두 황제의 조카 정도왕 유흔을 권했다. 성제는 중산효왕에게는 재주가 없고 중산효왕이 황제가 되면 자신이 태묘에 들어갈 수 없으므로, 외가 왕씨와 황후 조비연과 조소의와 의논해 정도왕을 태자로 세우니, 이가 곧 애제다. 대신 중산효왕의 외숙 풍참(馮參)을 의향후(宜鄕侯)로 봉하고 중산효왕에게 1만 호를 증봉해 위로했다.
수화 원년(기원전 8년)에 죽었고, 아들 유기자가 뒤를 이었다.
| 선대 (첫 봉건) | 제1대 전한의 신도왕 기원전 37년 ~ 기원전 23년 | 후대 (폐지) (15년 후) 유경 |

| 선대 (복국) (12년 전) 중산애왕 유경 | 제8대 전한의 중산왕 기원전 23년 ~ 기원전 8년 8월 경술일 | 후대 아들 유기자 |